# 2009年東亞運動會
第五屆東亞運動會是香港首次舉辦大型綜合運動會，於2009年12月5日至13日舉行，9個東亞國家及地區共派出2377名運動員，於22個項目競逐262面金牌。

## 背景

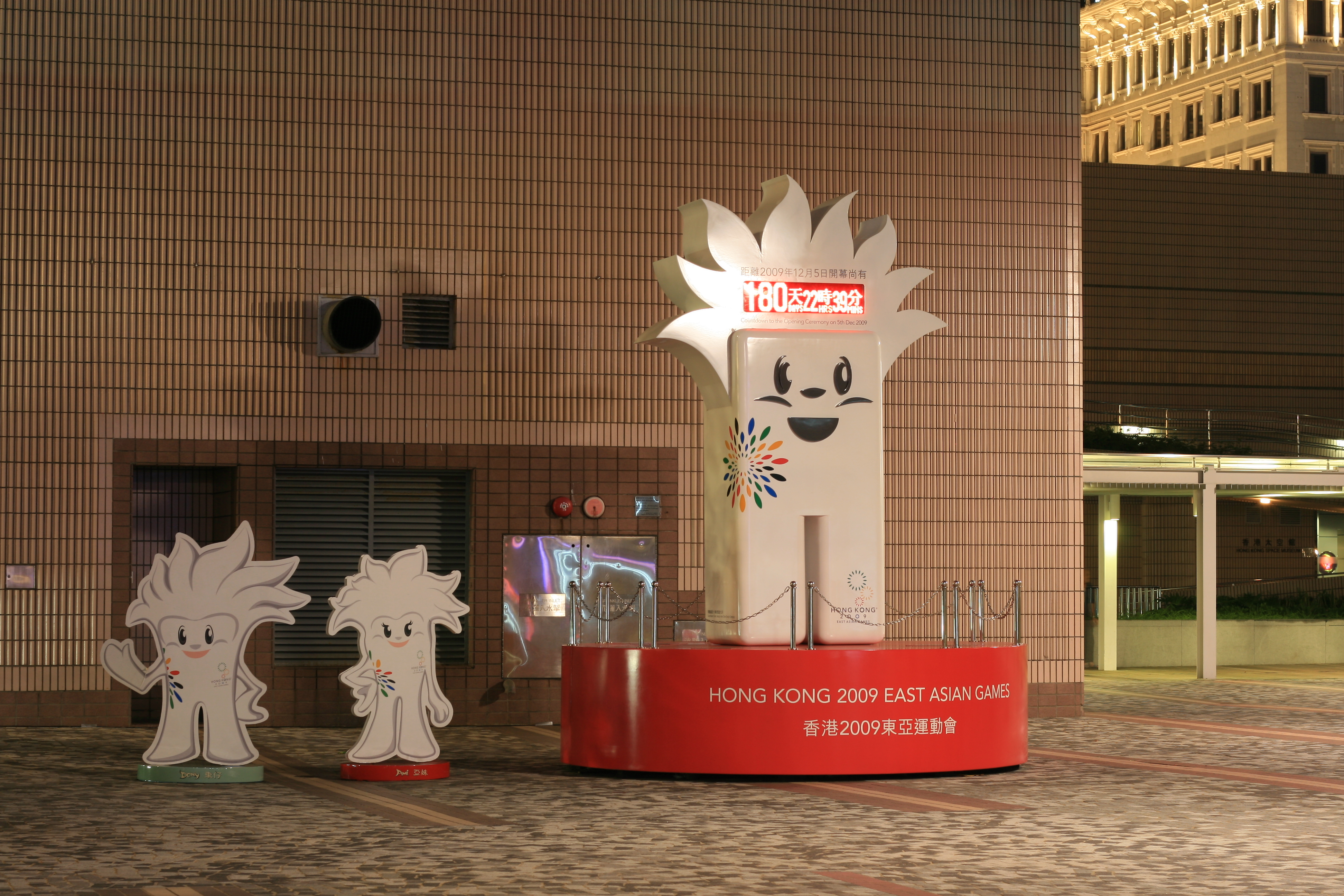
位於香港文化中心的大型倒數計

申辦本屆東亞運動會的地區包括香港、中華台北和蒙古。蒙古後來退出，而於2003年11月3日在澳門文華東方酒店召開的東亞運動會總會會議上，香港擊敗中華台北取得主辦權。
2006年2月，東亞運動會總會隨香港舉辦東亞運動會，由上屆主辦的澳門遷至香港，港協暨奧委會會長霍震霆擔任東亞運動會總會會長。
按照慣例，該奧委會會長不能同時擔任組委會主席。

## 競賽組織

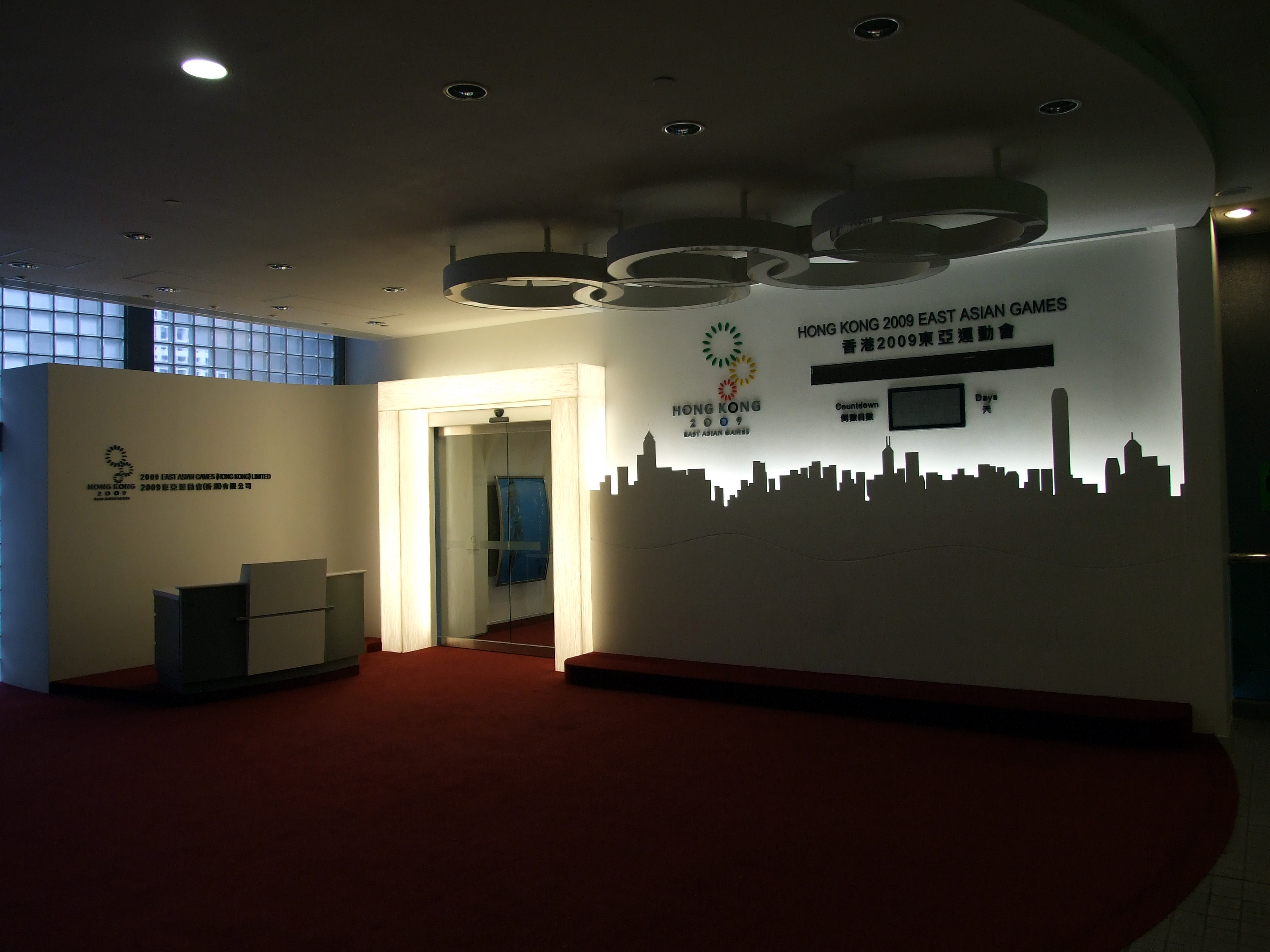
位於香港公園體育館的東亞運公司

香港在2003年成功取得2009年第五屆東亞運動會的主辦權，香港特區政府於2004年6月成立第五屆東亞運動會籌備委員會，負責策劃及監督2009東亞運動會的籌備工作，主要職負包括：
- 制定和落實香港2009東亞運動會的整體工作時間表
- 為市場推廣策略提供意見
- 為比賽場地及設施提供意見，監督設施改善工程的進度
- 鼓勵社會各個階層積極參與及支持香港2009東亞運動會

委員會成員由有關政府部門、體育界、銀行界、航空界和旅遊界等專業人士組成。由香港特別行政區行政長官曾蔭權任贊助人，民政事務局局長曾德成任會長，港協暨奧委會主席霍震霆任主席。
2005年3月初成立2009東亞運動會（香港）有限公司（東亞運公司）作為運動會執行機構，統籌和落實執行2009東亞運動會的各項工作。
東亞運公司由行政總裁及營運總裁組成，營運總裁下設行政、認證及保安、廣播、資訊科技及物流、競賽項目、緊急應變處理、開幕及閉幕典禮、接待及文化活動、住宿、餐飲場地裝置及主題設計、宣傳、推廣及傳媒9個部門。東亞運公司在2006年公開招聘行政總裁，一個由董事局成員組成並由霍震霆任主席的招聘委員會在近30名應徵者中選出胡偉民擔任這職位，另由宣國棟出任總監（行政）和謝懷珠出任總監（宣傳及推廣）。

## 品牌

### 會徽
本屆東亞運動會籌委會於2005年3月起舉行會徽設計比賽，於同年7月11日公佈結果，得獎作品為易達華設計的「煙花」，它成為了本屆東亞運動會的會徽。「煙花」採用了奧運五環的顏色，象徵運動員在比賽場上的努力。同時，煙花亦暗示香港為朝氣勃勃、積極進取、繁榮安定的亞洲城市。

### 吉祥物
吉祥物「東仔」（Dony）及「亞妹」（Ami），兩者為兄妹關係，由梁伯強與毛沛畿創作，於2008年3月9日公開亮相，設計以火和獅子作為元素，象徵香港人靈活變通，在獅子山下鍛鍊出同舟共濟、自強不息、永不言敗的香港精神。頭髮象徵火焰，代表香港人的活力，獅子则是力量和自信的象徵。至於其身上的斑紋源於本屆東亞運的會徽，有象徵不同種族和膚色人士匯聚香港之意。

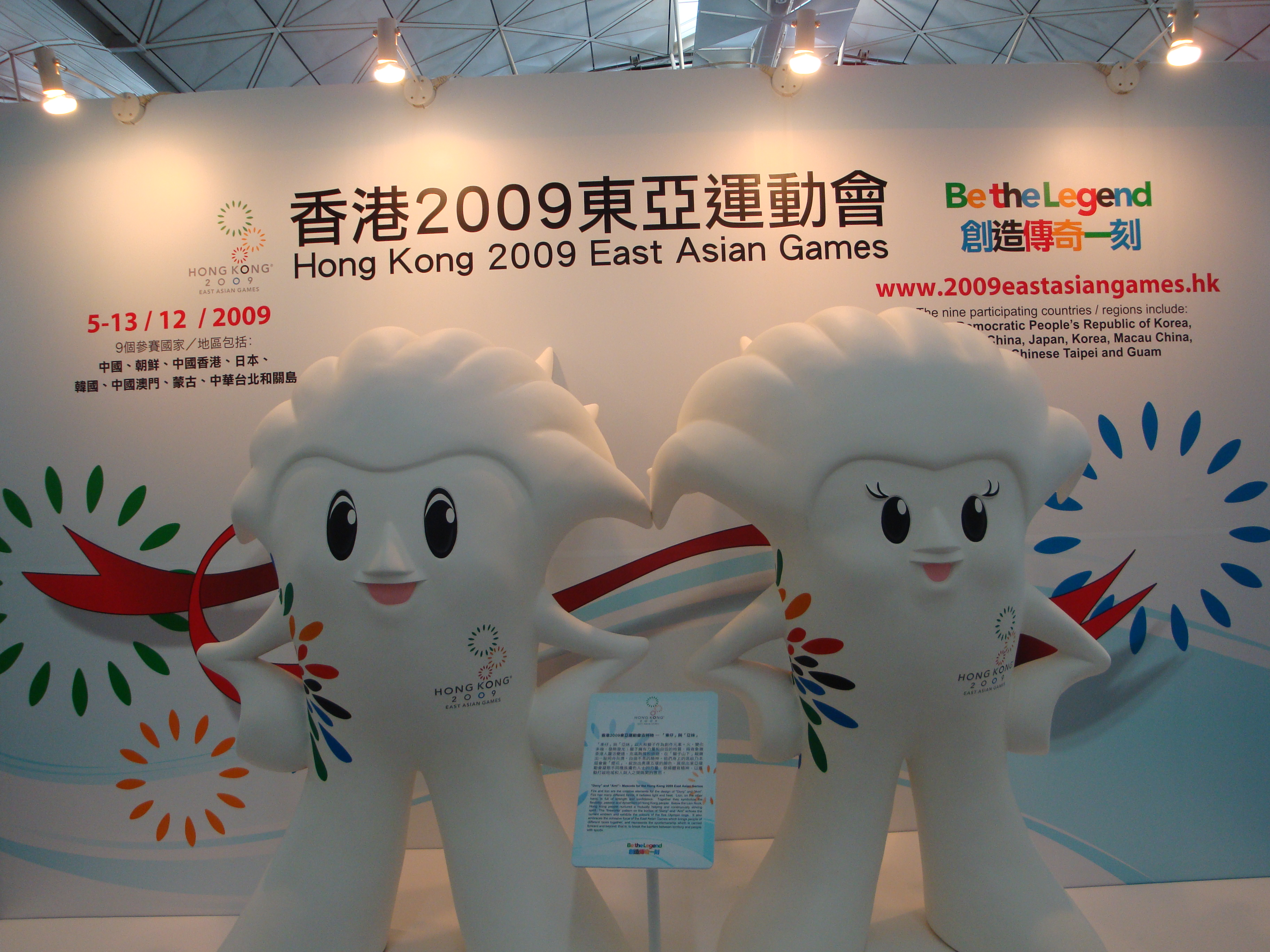
東亞運吉祥物：（左起）東仔、亞妹
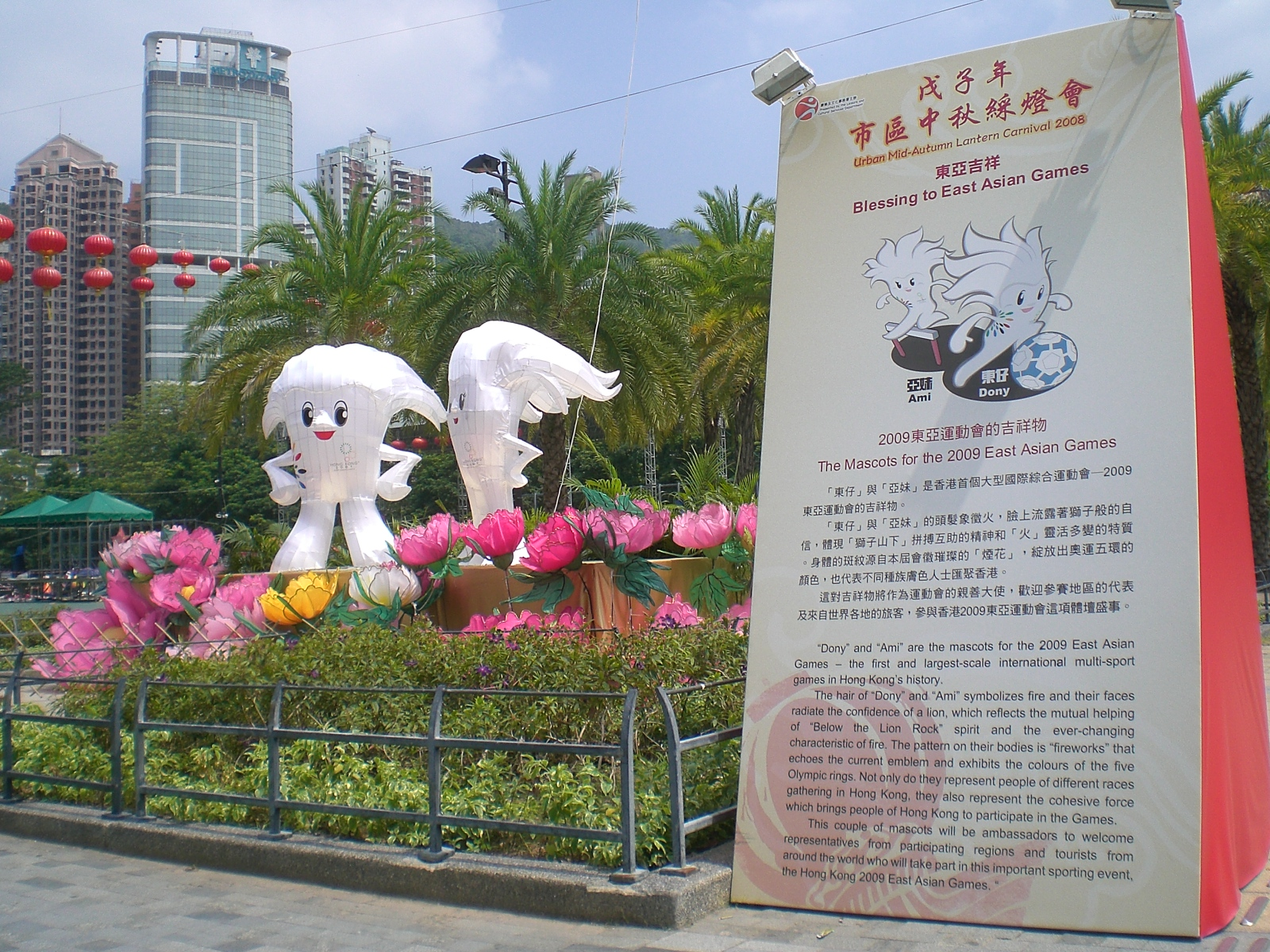
位於維多利亞公園的吉祥物擺設
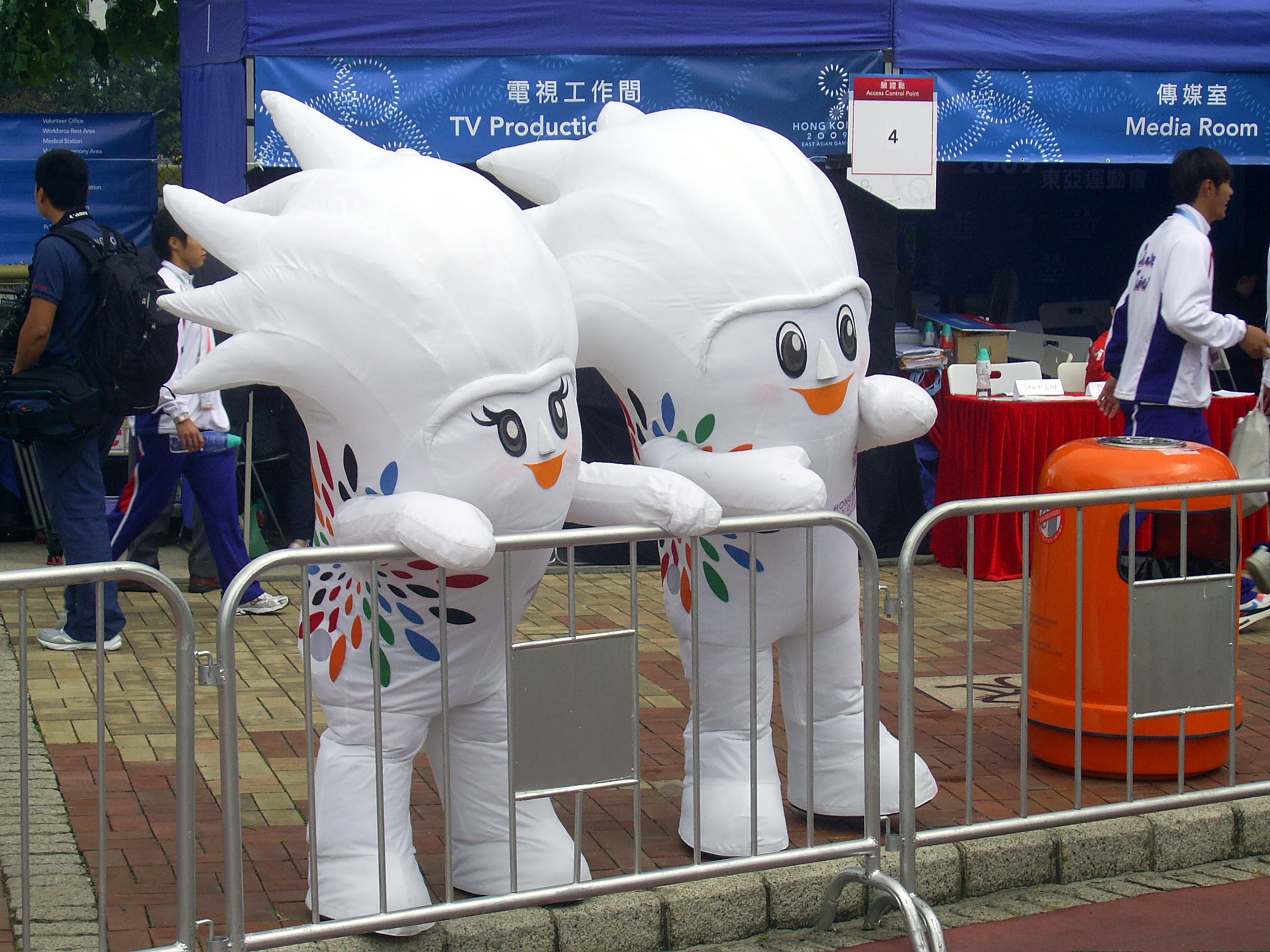
在賽艇場地的東仔、亞妹

### 口號
籌委會於2006年舉行口號比賽，由中學組的蔡秀珠得獎。口號是「創造傳奇一刻」（Be the Legend）代表運動員及香港人獨一無二的堅毅精神。而全港市民亦懷著興奮的心情，熱切期望香港在2009年舉辦的東亞運動會空前成功，為香港在國際體壇上創造另一個傳奇；2009年東亞運動會的成功也會成為往後東亞運動會的典範。

### 主題曲
本屆東亞運動會主題曲由金培達作曲，陳少琪填詞，並由二人監製，以2009東亞運動會的口號「創造傳奇一刻」為創作主題，宣揚體育精神及寄寓健兒們併發潛能，為國家、為自己在競賽場上創造佳績，締造傳奇。2008年11月7日晚，逾60名歌手和香港電台DJ以及香港精英運動員等一同灌錄粵語版主題曲，名為《衝出世界》。該曲於2008年12月5日「香港2009東亞運動會一周年倒數活動」上正式發佈及首播。
另有國際版，由五名來自東亞地區的歌手灌錄，名為《You are the Legend》。主題曲於各宣傳渠道及電子傳媒播放，並於運動會期間廣泛應用於開幕式、閉幕式及頒獎禮上。

### 場地設計
場地設計賽共有18件作品參賽，獲得冠軍的作品設計是以奧運五環的概念為主，融入了東亞運動會的徽章及口號於設計當中。得獎隊伍的隊長黃錦漢表示，設計中有以煙花構成的圖案，加強運動會的訊息，在香港大球場入口亦擺放了雕塑，天幕亦會投射出富動感的圖形。隊員黃漢澄亦指，將奧運五環融入各場地的設計，如紅磡體育館的美食廣場會以奧運五環作為上蓋，入口的樓梯亦會加上運動會的口號，增加宣傳效果。

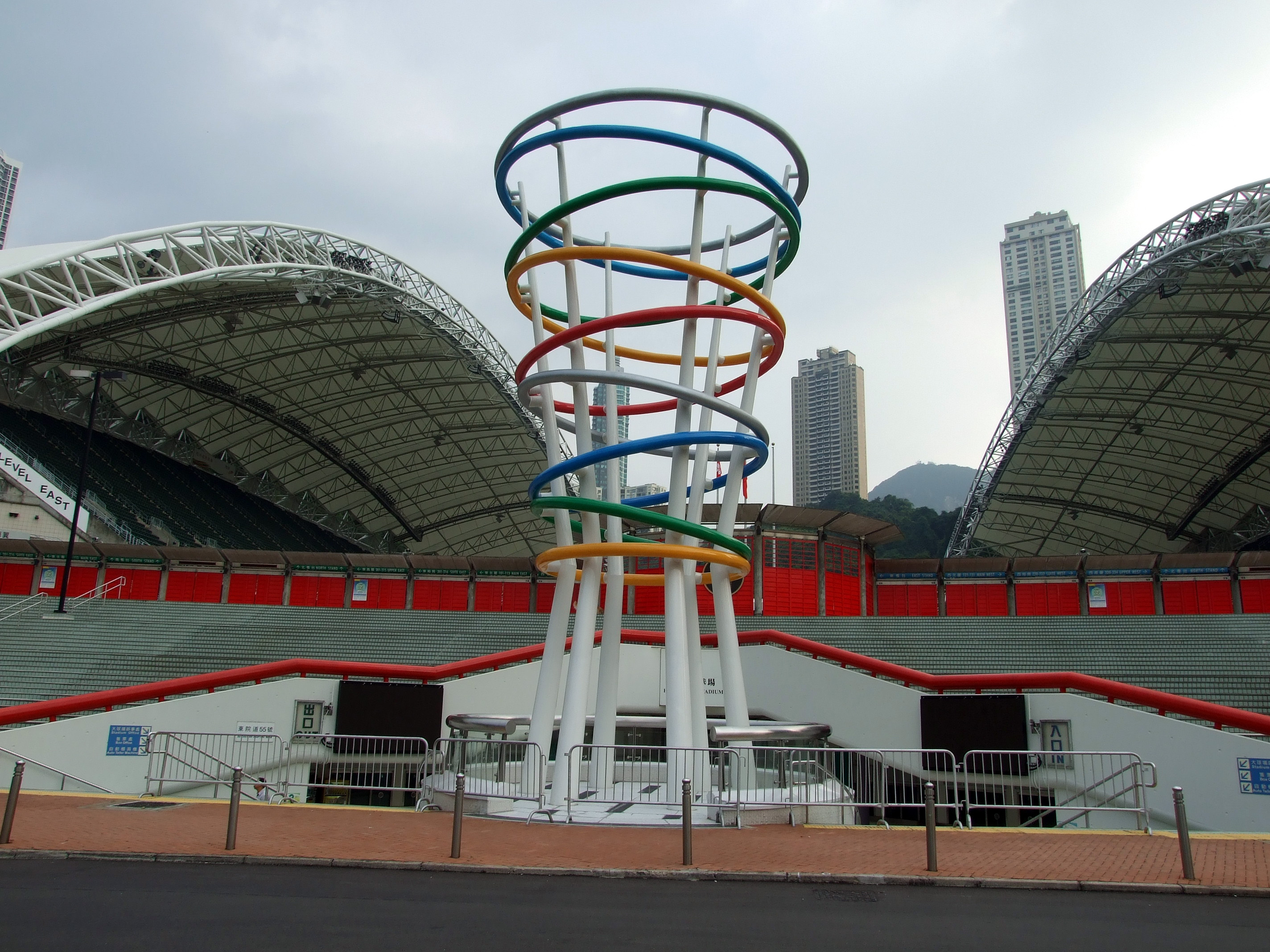
置於大球場入口的立體光環雕塑，從原設計置於大閘內移到閘外
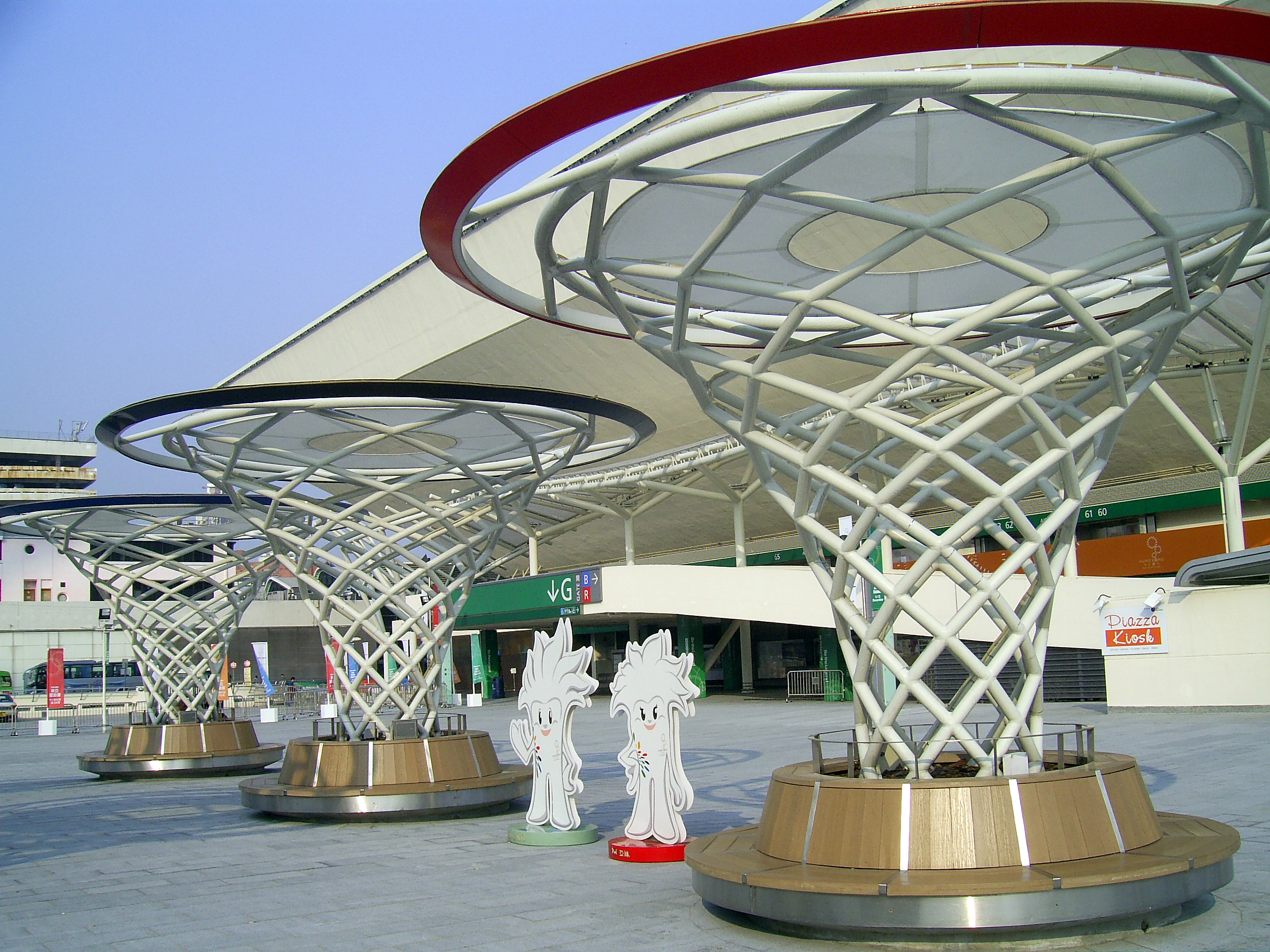
置於紅磡體育館平台的五環裝置，但已不是原設計的美食廣場
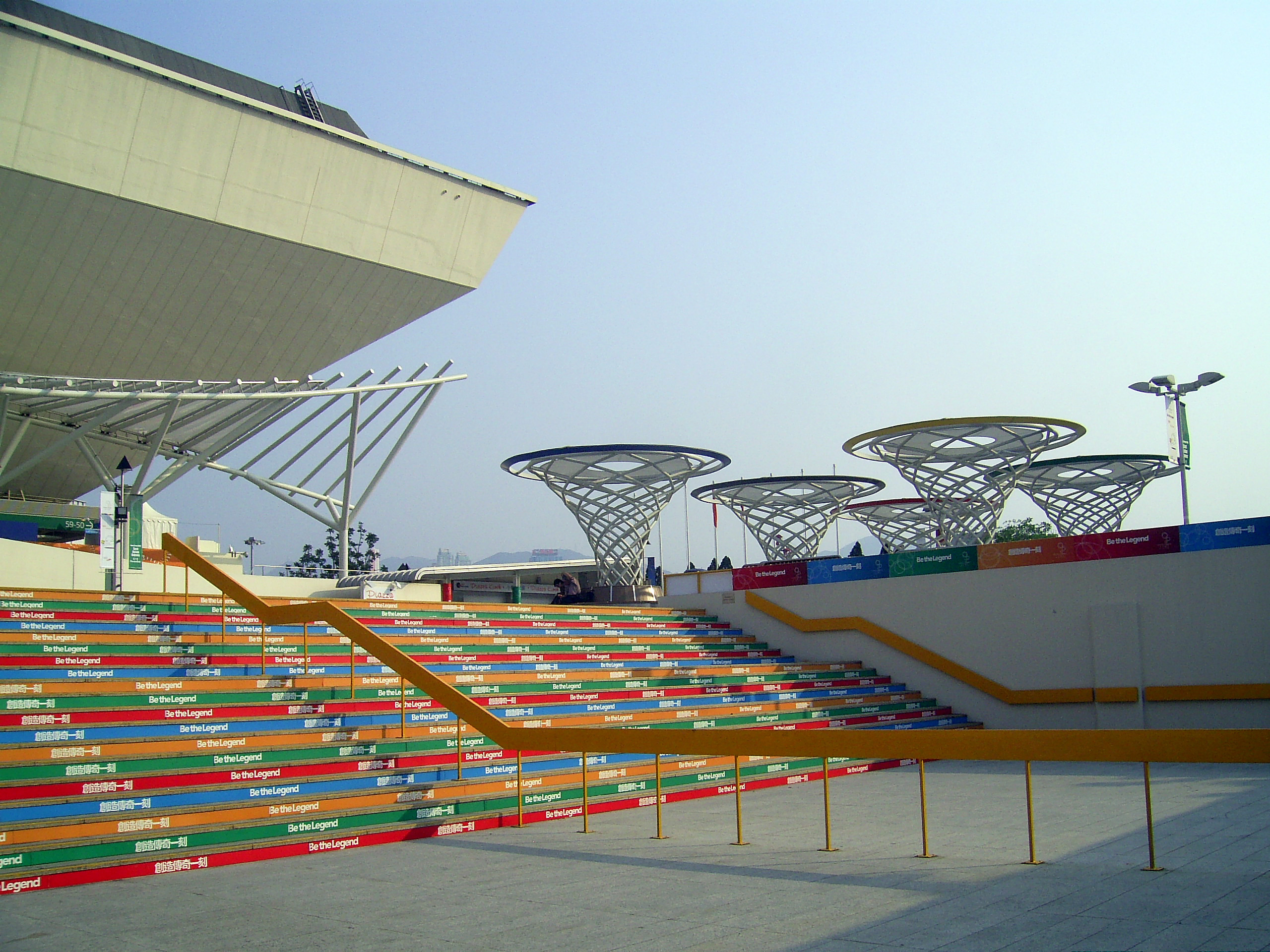
紅磡體育館入口的樓梯貼上運動會的口號，只有四色欠缺黑色

### 大使
東亞運動會（香港）有限公司於2009年7月23日的記者會上正式委任譚詠麟、李克勤及陳奕迅為東亞運動會大使。

## 籌備工作

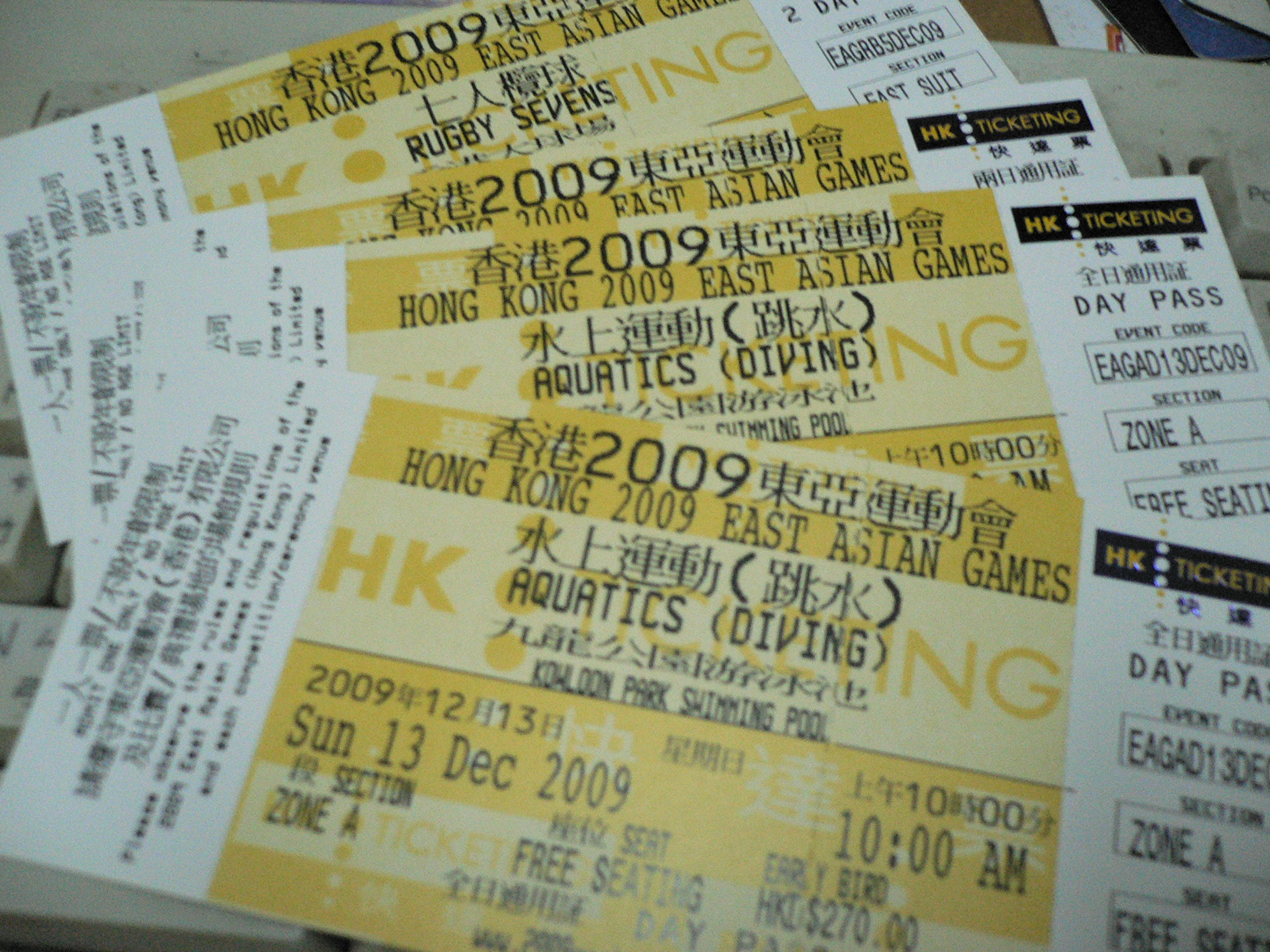
2009年東亞運門票

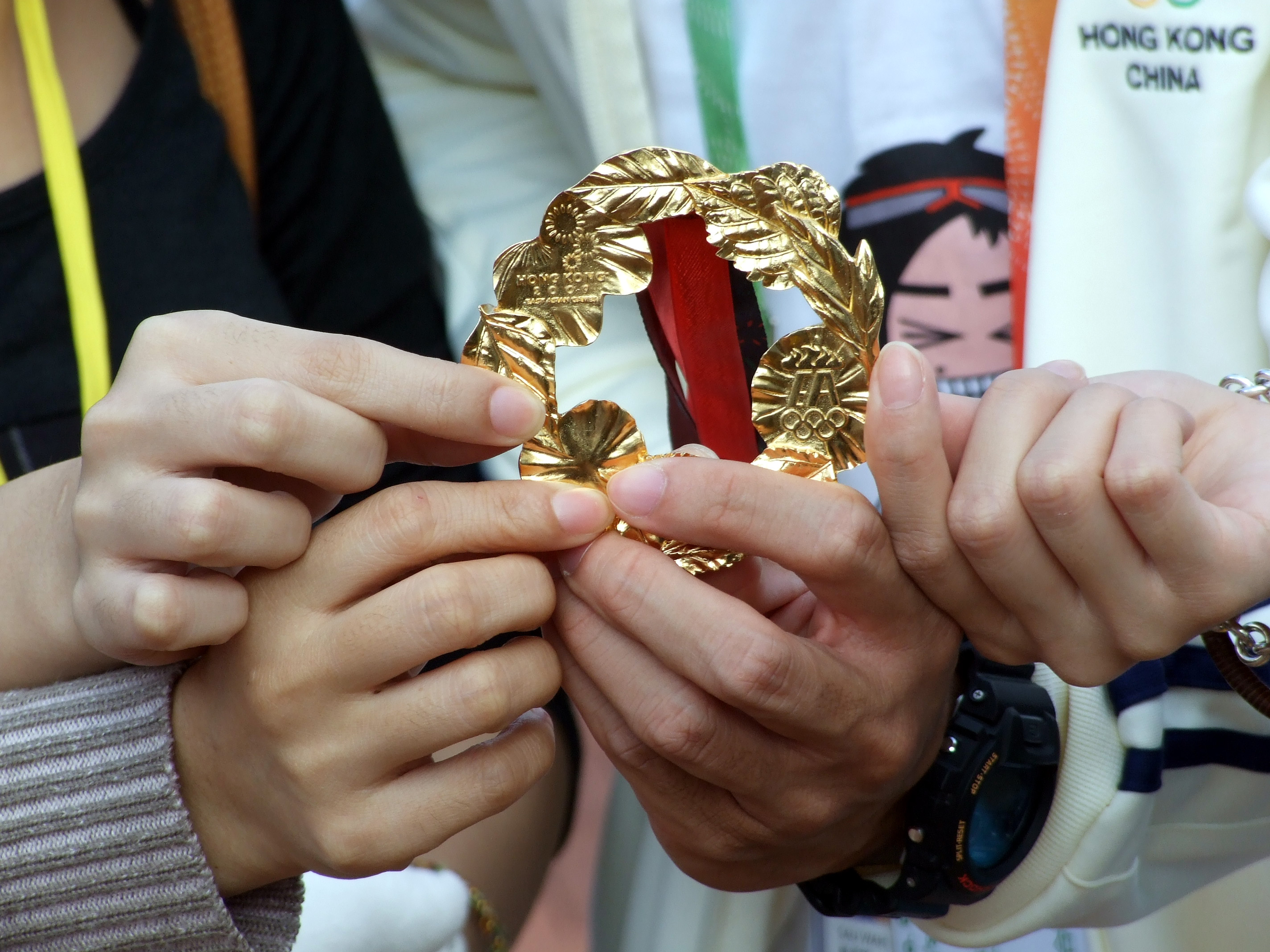
2009年東亞運金牌

### 政府撥款
立法會財務委員會於2006年1月13日的會議上批准開立為數1億2,300萬港元的新承擔額，為籌辦及舉行2009年東亞運動會提供財政支援。

### 演唱會
香港歌星譚詠麟和李克勤再次以「左麟右李」組合，於2009年2月1日至10日於紅磡香港體育館舉行香港2009東亞運動會·左麟右李演唱會，官方稱作為是次運動會的宣傳演唱會，但其實對東亞運有籌募作用。該演唱會是香港體育館因是次東亞運動會而封閉翻新後，首個舉行的大型演唱會。

### 門票
2009年東亞運動會公司於2009年8月31日起公開發售全部21萬張門票。當中，以開幕式的門票最為昂貴，價目為1000港元，其餘的比賽項目自50元至300元不等，部份賽事如單車的公路賽、賽艇和風帆等則免費開放予公眾觀賽。在門票發售的首天，約出售了3萬4千張門票，部份熱門項目如跳水、羽毛球等在半日內售罄。

### 獎牌
本屆東亞運動會的獎牌由本地設計師劉小康設計，以9個參賽地區代表花卉的葉子連繫成環形，象徵著九個參與運動會的選手和觀眾緊扣在一起。同時，樹葉帶出了環保的信息，表達出本屆運動會重視環保的精神。另外，各葉子的面積大小均稱，象徵著比賽公平和公正。

## 贊助
香港賽馬會透過「香港賽馬會慈善信託基金」捐助4,000萬港元用於以馬會命名的「香港賽馬會2009東亞運動會義工計劃」、興建葵涌醉酒灣香港賽馬會國際小輪車場以及津貼本地學生購買東亞運動會各項賽事門票。2009東亞運動會伙伴贊助分為鑽石伙伴、金贊助、銀贊助及指定供應商。作為運動會的鑽石伙伴，每家公司需提供500萬港元資金贊助，並且在宣傳、產品和服務上作出支援。
鑽石伙伴
- 中國銀行（香港）
- 佳能香港
- 華永會
- 恒基兆業
- 國泰航空
- 觀瀾湖高爾夫球會
- 恒生銀行
- 寶馬汽車（香港）
- 富通銀行
- 李寧（北京）體育用品
- 莎莎國際
- 瑞士天梭表
- 屈臣氏蒸餾水

## 參賽國家及地區

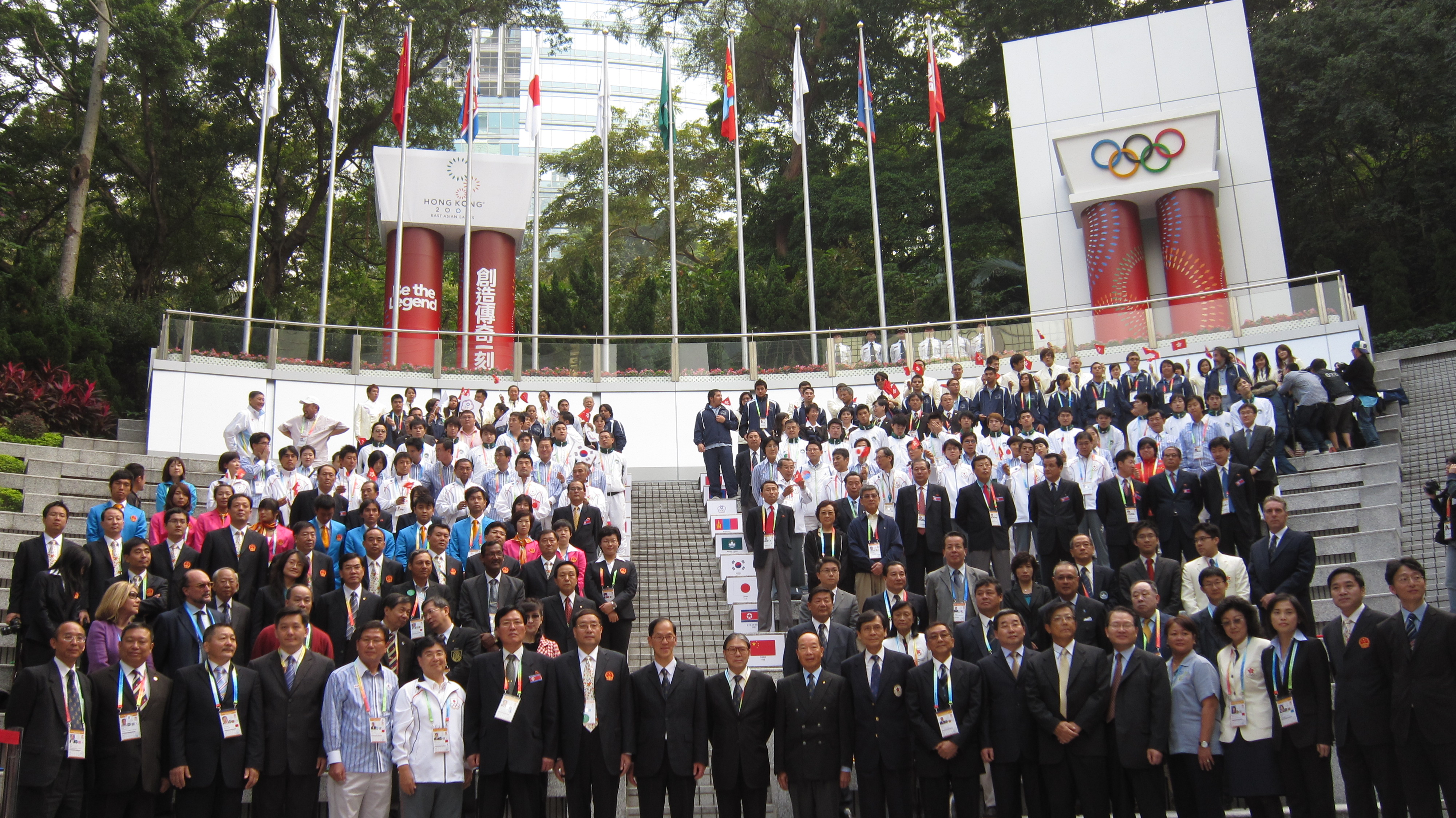
九個參賽國家及地區的運動員代表在香港公園的奧林匹克廣場之升旗儀式後合照

本屆東亞運動會共有9個國家及地區參與。以下為9個代表團名單 （括號中的數字為該代表團運動員人數）：
- 中國香港（438）
- 中國澳門（179）
- 中華臺北（250）
- 中国（474）
- （76）
- 日本（427）
- （326）
- 蒙古国（97）
- 關島（準會員）（107）

## 義工計劃

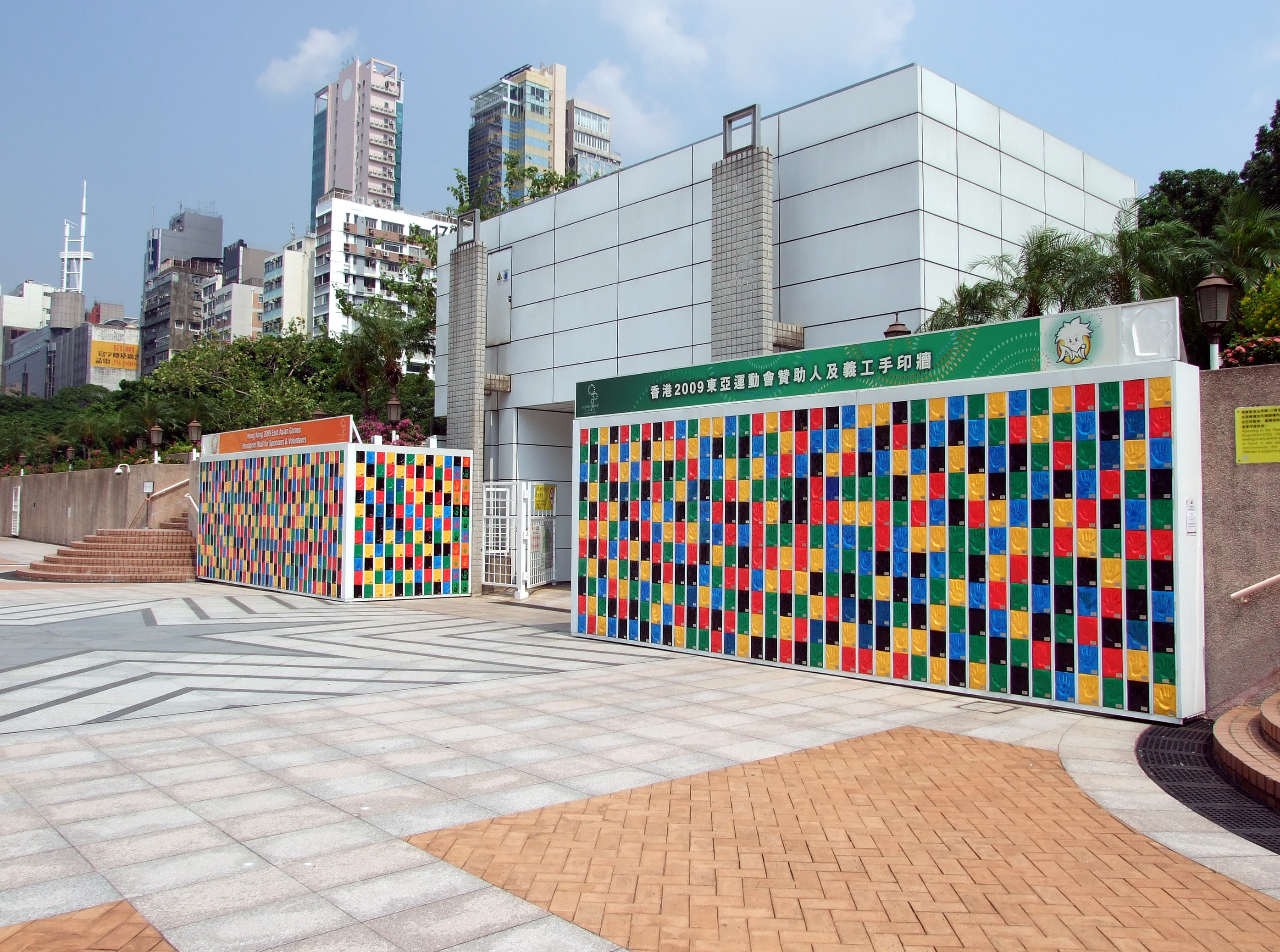
位於九龍公園的贊助人及義工手印牆

是屆東亞運動會需要招募約3,200名義工，而招募工作主要由義務工作發展局負責。義工的資格無地域及國籍限制，但申請人士必須年滿18歲，具中五或以上學歷，能操流利廣東話、英文及（或）普通話則可。首階段義工計劃已於2008年5月24日至9月30日進行，計劃招募1,400名義工，合適的申請者已被安排面試或公布結果。義工計劃第二階段的有關資格和第一階段一樣。義工培訓計劃在2008年12月13日展開。
義工制服由本地著名時裝設計師譚燕玉（Vivienne Tam）設計，並由李寧有限公司贊助。義工會獲發紅色制服，義工領袖則獲發藍色制服，整套制服包括兩件外衣、一件風褸、一條長褲、運動鞋一對及帽子一頂。
最初要求，義工若服務滿40小時，及義工領袖服務滿120小時，會獲義務工作發展局頒贈電子證書。最後因義務工作發展局安排混亂，以致大量義工退出，大會更改義工及義工領袖即使服務不足40小時亦會頒贈電子證書，而達到最初要求的義工更可得到由政府發出之實體證書。

### 頒獎儀式助理
在比賽頒獎禮上肩負重任的頒獎儀式助理是從東亞運義工中挑選出來，經過嚴謹訓練，在東亞運的262個頒獎禮上提供協助。

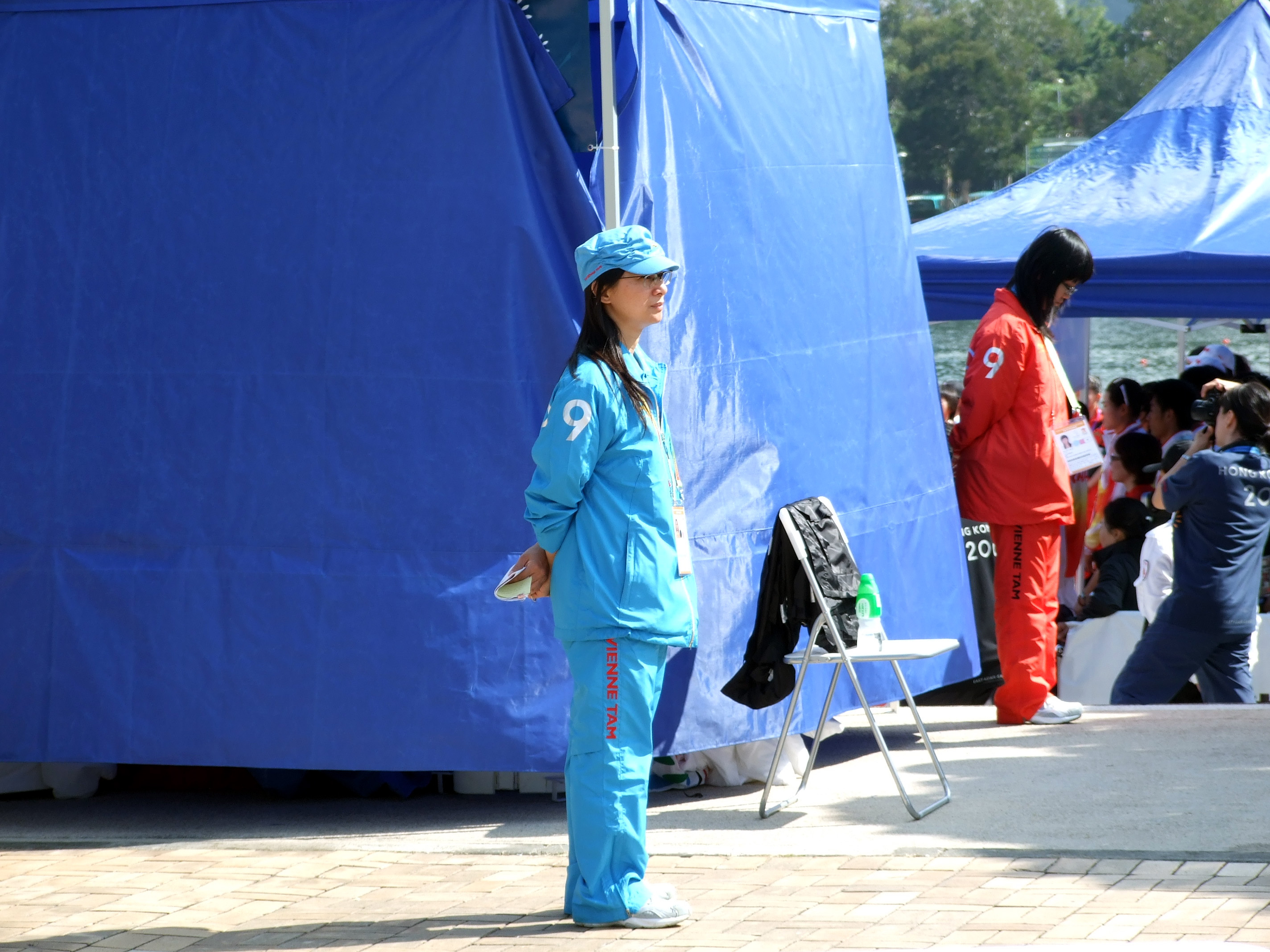
穿著藍、紅色制服的義工
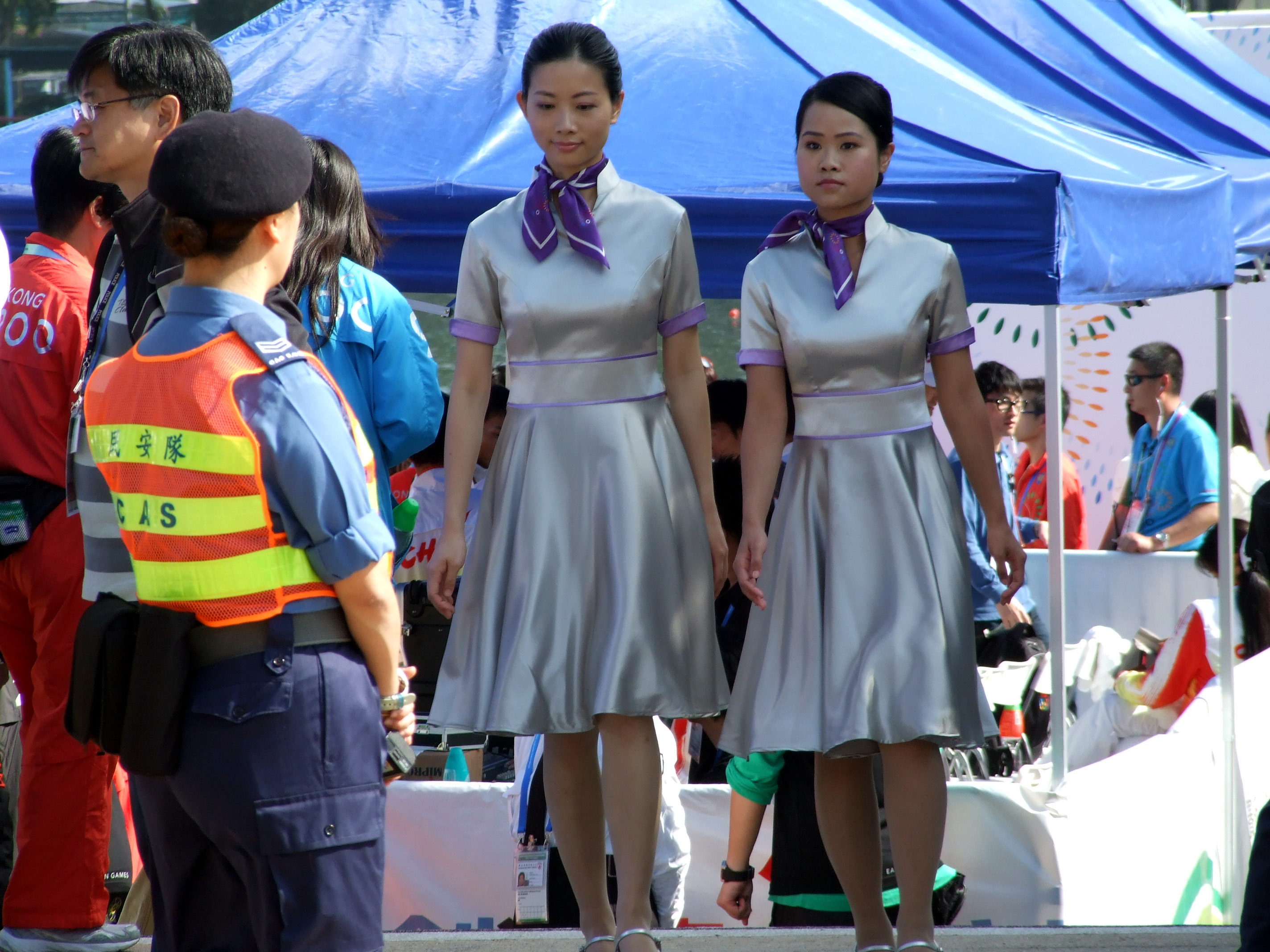
頒獎儀式助理
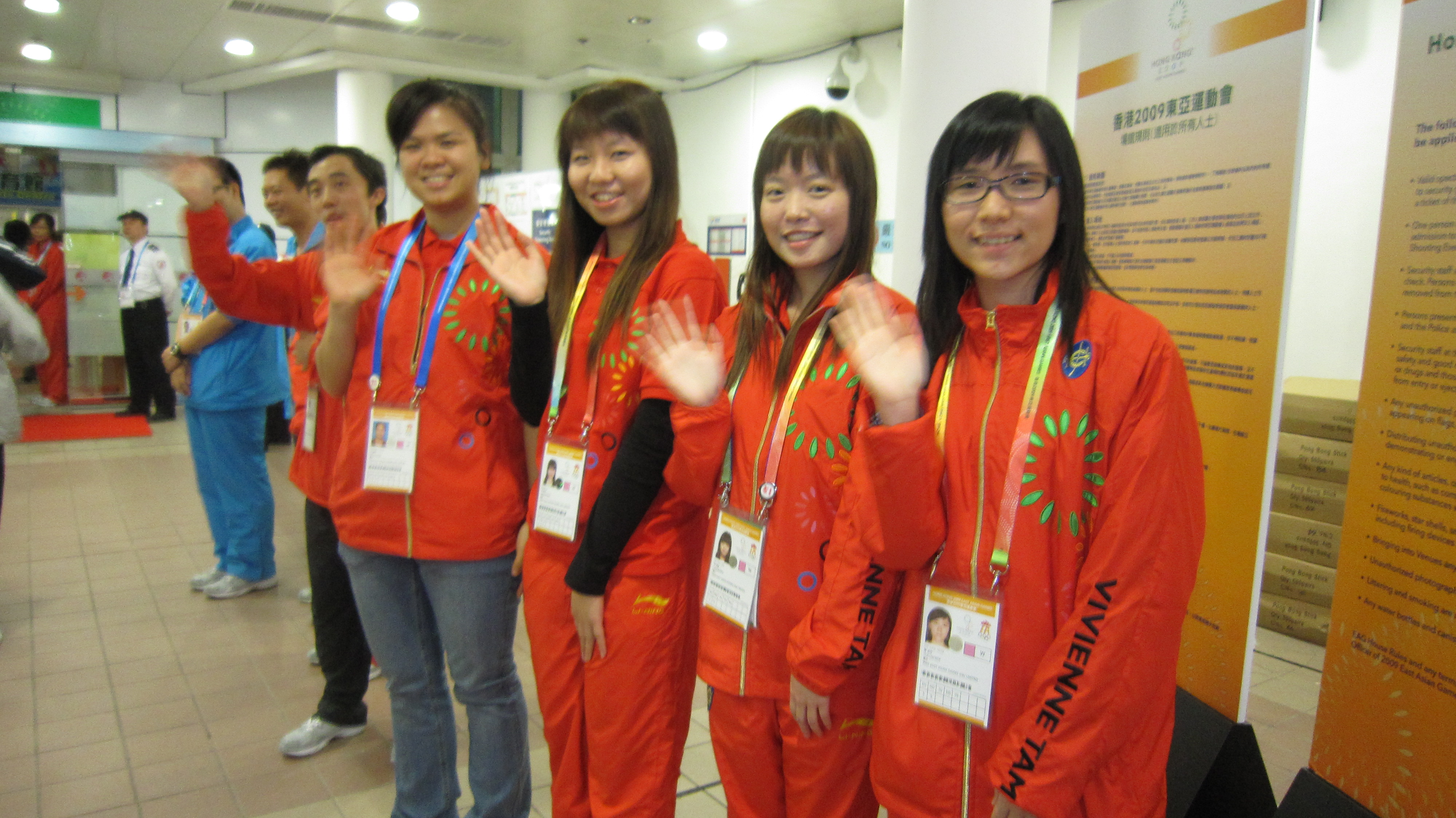
數名東亞運義工

## 接待酒店
大會安排11間酒店及1間康樂中心為東亞運的各參賽地區嘉賓、代表團成員、運動員及裁判員提供住宿、膳食以及會議設施等服務。酒店共分為四個類別：招待東亞運重要嘉賓的貴賓酒店、供參與國家／地區之奧委會代表團入住的總部酒店、裁判酒店及運動員酒店。麗豪酒店作為總部酒店設有專為各地奧委會提供支援服務的服務中心，亦會向各參賽國家/地區代表團提供辦公室處理日常行政工作。根據朝鮮奧委會要求，朝鮮全體代表團入住荃灣曹公潭戶外康樂中心。

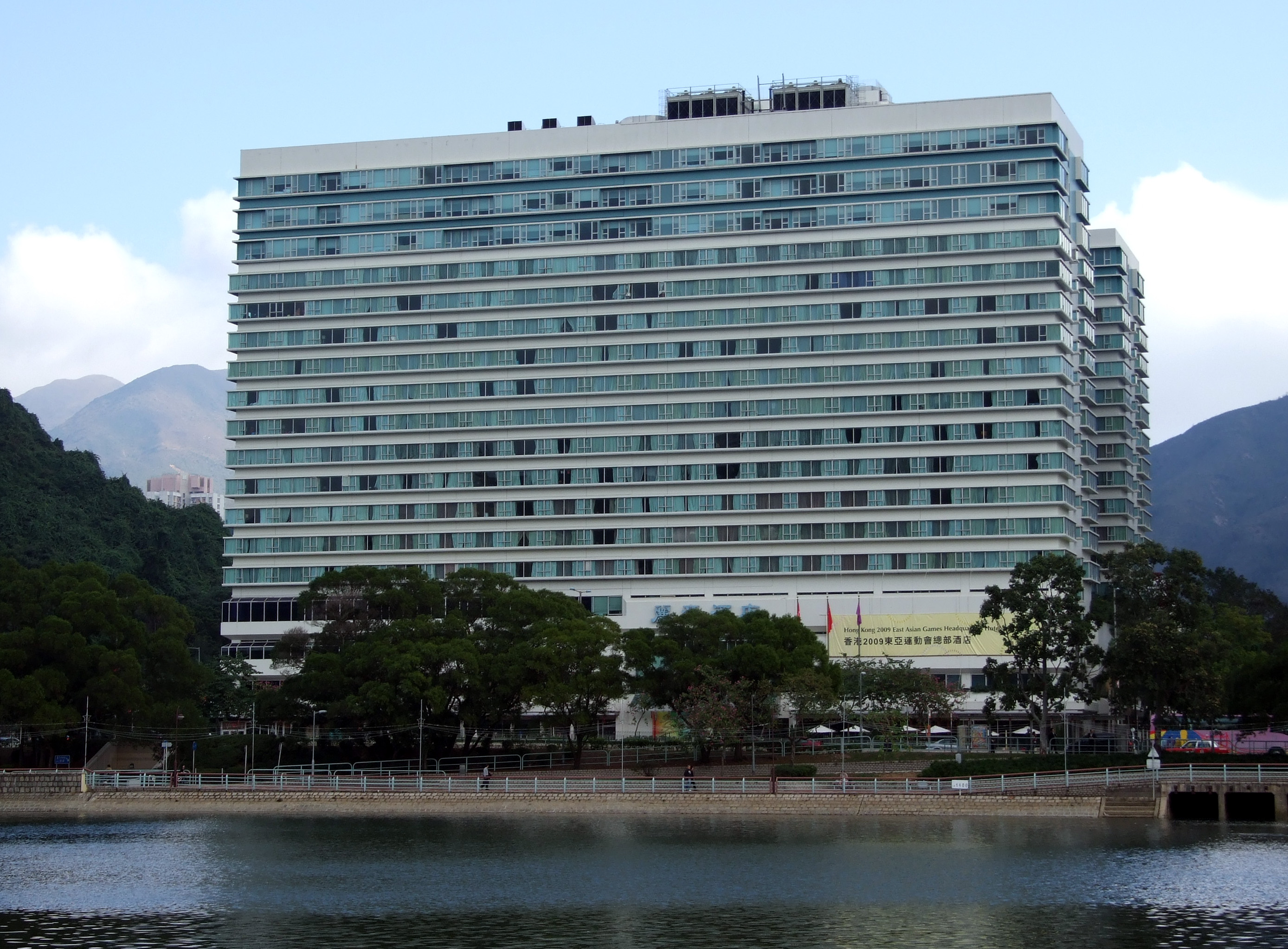
麗豪酒店是東亞運總部酒店

| 酒店               | 類別                 |
| ------------------ | -------------------- |
| 九龍香格里拉大酒店 | 貴賓酒店             |
| 麗豪酒店           | 總部酒店及運動員酒店 |
| 利景酒店           | 運動員酒店           |
| 港島太平洋酒店     | 運動員酒店           |
| 麗都酒店           | 運動員酒店           |
| 港島皇悅酒店       | 運動員酒店           |
| 悅來酒店           | 運動員酒店           |
| 龍堡國際賓館       | 運動員酒店           |
| 富豪東方酒店       | 運動員酒店           |
| 城市花園酒店       | 裁判酒店             |
| 城景國際酒店       | 裁判酒店             |

## 媒體服務
大會在香港中央圖書館地下設立媒體中心，為報道2009東亞運動會及相關活動的本地及海外媒體會逾1,700名新聞從業員及轉播機構人員服務，媒體中心由國際廣播中心、新聞中心及新聞發佈廳組成，於2009年11月23日至12月14日期間開放，是報章雜誌、電台、電視台及攝影媒體的總部。在運動會比賽期間，媒體中心內由大會負責管理的媒體中心辦事處為新聞媒體提供全面的支援和註冊服務，是為媒體而設的官方服務台及接待處。該辦事處亦設有兩條供新聞界查詢的熱線及一條供市民查詢的熱線。
新聞中心可同時為約250名經認證的新聞從業員及轉播機構人員提供工作地方及設施，媒體可在闊屏幕電視觀賞各項比賽的轉播，並通過「INFO2009資訊平台」獲取運動會的最新消息及賽果。
大會有四條頻道會將信號分配給各持權轉播商，以「PAL」及四比三畫面的標清電視制式傳送，並上行傳送至「REACH」的國際電視中心（International Television Centre）及「AsiaSat 3衛星」。在國際廣播中心設有一個總控制室及15個電視室，以供租借給個別持權轉播商，所有現場電視訊號會經光纖從比賽／非比賽場地傳送至媒體中心，中心旁亦附設衛星設備場地，讓持權轉播商自行提供衛星上行及訊號傳送服務。
無線電視和香港寬頻bbTV為大會指定電視台。

## 火炬接力

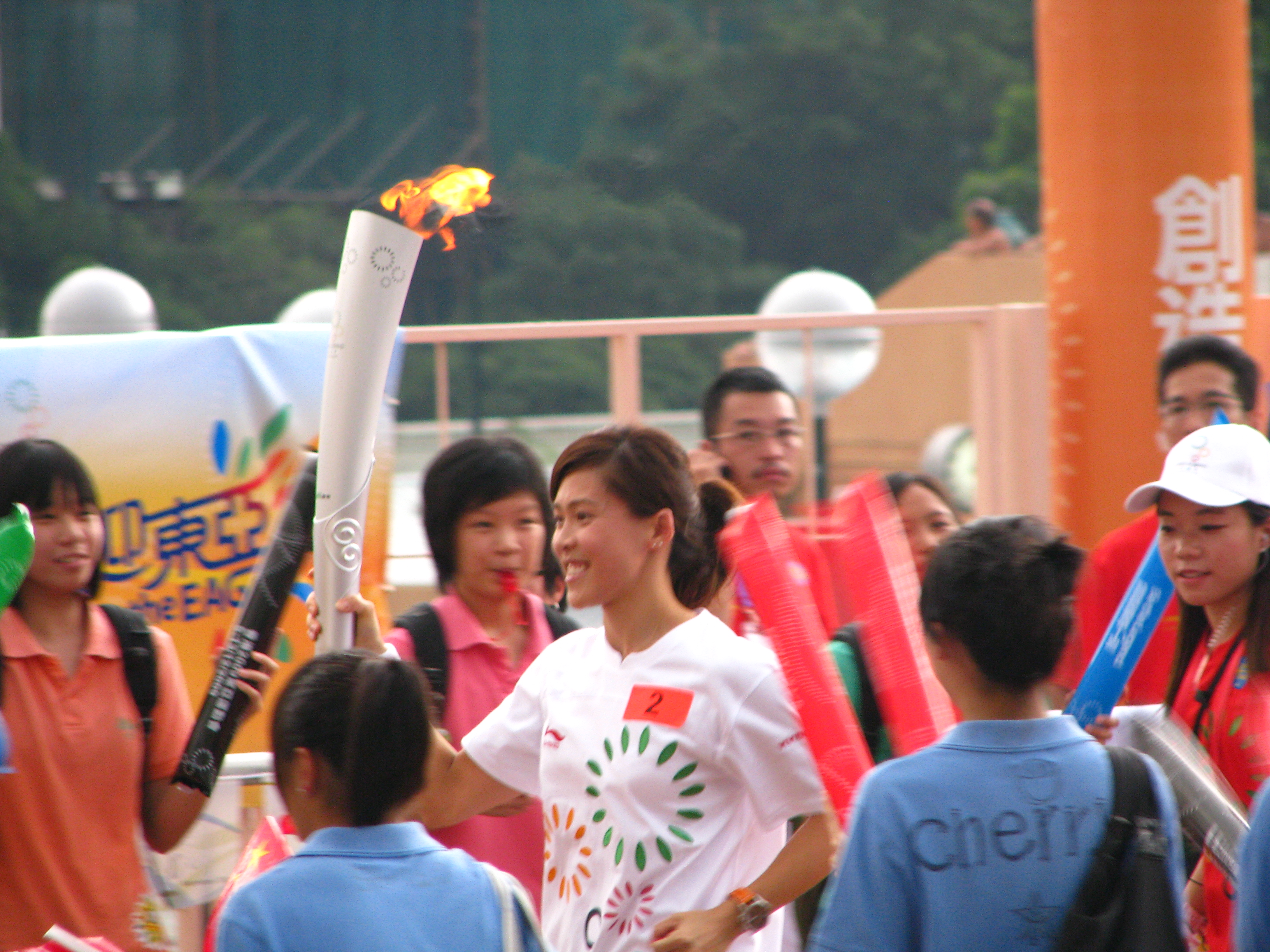
擔任第二名火炬手的游泳運動員蔡曉慧

## 開幕禮及閉幕禮
2009年2月，東亞運籌委會宣佈於維多利亞港建造水上舞台舉行開幕禮。開幕禮會於12月5日舉行，由國務委員劉延東主持，並由北京奧運開幕式總導演張藝謀的副手路建康策劃。開幕禮約耗資4000萬港元。而閉幕禮則在香港體育館舉行。

## 比賽日程
|  | 比賽日 |  | 決賽 |

|          | 2/12 三 | 3/12 四 | 4/12 五 | 5/12 六 | 6/12 日 | 7/12 一 | 8/12 二 | 9/12 三 | 10/12 四 | 11/12 五 | 12/12 六 | 13/12 日 | 金牌數目 |
| -------- | ------- | ------- | ------- | ------- | ------- | ------- | ------- | ------- | -------- | -------- | -------- | -------- | -------- |
| 典禮     |         |         |         | 開幕    |         |         |         |         |          |          |          | 閉幕     |          |
| 田徑     |         |         |         |         |         |         |         |         | 10       | 11       | 12       | 13       | 46       |
| 羽毛球   |         |         |         |         |         |         |         |         | 1        | 1        |          | 5        | 7        |
| 籃球     |         |         |         |         |         |         |         |         |          | 2        |          |          | 2        |
| 保齡球   |         |         |         |         |         | 2       | 2       |         | 4        | 2        | 2        |          | 12       |
| 桌球     |         |         |         | 3       | 3       | 2       |         |         |          |          |          |          | 8        |
| 單車     |         |         |         | 2       | 2       | 3       |         |         | 2        |          | 1        |          | 10       |
| 體育舞蹈 |         |         |         |         | 12      |         |         |         |          |          |          |          | 12       |
| 跳水     |         |         |         |         |         |         |         |         |          | 3        | 3        | 4        | 10       |
| 足球     |         |         |         |         |         |         |         |         |          |          | 1        |          | 1        |
| 曲棍球   |         |         |         |         |         |         |         |         |          |          | 1        | 1        | 2        |
| 柔道     |         |         |         |         |         |         |         |         |          |          | 10       | 8        | 18       |
| 賽艇     |         |         |         |         |         |         |         |         |          | 6        | 7        |          | 13       |
| 七人欖球 |         |         |         |         | 2       |         |         |         |          |          |          |          | 2        |
| 射擊     |         |         |         | 1       | 1       | 1       | 1       |         |          |          |          |          | 4        |
| 壁球     |         |         |         |         | 2       |         |         | 2       |          |          | 3        |          | 7        |
| 游泳     |         |         |         |         | 8       | 8       | 8       | 8       | 8        |          |          |          | 40       |
| 乒乓球   |         |         |         |         | 2       | 5       |         |         |          |          |          |          | 7        |
| 跆拳道   |         |         |         |         | 4       | 6       | 6       |         |          |          |          |          | 16       |
| 網球     |         |         |         |         |         |         |         | 1       | 4        |          |          |          | 5        |
| 排球     |         |         |         |         |         |         |         | 2       |          |          |          |          | 2        |
| 舉重     |         |         |         |         |         | 3       | 3       | 3       | 3        | 3        |          |          | 15       |
| 滑浪風帆 |         |         |         |         |         |         |         |         |          |          | 4        |          | 4        |
| 武術     |         |         |         |         |         |         |         |         |          | 2        | 6        | 11       | 19       |
| 金牌數目 | 0       | 0       | 0       | 6       | 36      | 30      | 20      | 16      | 32       | 30       | 50       | 42       | 262      |

## 賽事焦點

### 開幕禮前

#### 第一日
- 乒乓球：本屆東亞運動會的首項賽事為女子團體賽，中國在分組賽中以3-0擊敗澳門[20]。
- 籃球：東道主香港在男子組初賽中以94-62的分數大勝關島。
- 排球：女子排球賽事展開，南韓在一小時內以局數3-0輕取關島[21]。
- 足球：日本於揭幕戰以2-1險勝北韓，率先於分組賽取得3分[22]。

#### 第二日
- 籃球：亞洲錦標賽冠軍得主中國於女子組初賽中爆冷以5分之差被日本擊敗[23]。
- 乒乓球：香港在最後一場的分組賽力克中華台北，以小組次名的成績出線四強。
- 桌球：前世界冠軍香港代表傅家俊在男子單人15紅球賽爆冷被中國的于德陸淘汰，無緣獎牌[24]。
- 足球：於小西灣運動場進行的分組賽中，東道主香港爆冷以4-1大勝南韓，旗開得勝[25]。

#### 第三日
- 乒乓球：由劉炏/侯曉旭以及雷振華/楊楊兩混雙混合於初賽中分別被南韓及日本組合淘汰。中國已無緣在該小項爭取獎牌[26]。
- 桌球：中國的田鵬飛與于德陸分別於男子單人15紅球半決賽力挫南韓及中華台北對手，雙雙晉級決賽，肯定為中國贏得該小項的金牌[27]。
- 桌球：本屆東亞運的首面獎牌誕生，來自中華台北的吳育綸力克南韓的金渡訓，為中華台北取得一面銅牌[28]。
- 足球：北韓於第二輪分組賽以8-0大破澳門，目前於積分榜排名第二。
- 壁球：前世界女單排名第一的趙詠賢晉身四強[29]。賽前，本土傳媒聲稱香港能染指該項目所有的金牌。
- 排球：亞洲女排排名最高的中國和日本於分組賽對壘。最終，中國以局分3-0獲勝。

### 開幕禮後

#### 第一日
- 單車：失落十一運會金牌的香港代表王史提芬於男子BMX決賽中首先到達終點，摘下是屆運動會的第一金[30]。
- 桌球：來自中國的田鵬飛與于德陸於男子單人15紅球決賽碰面。最終，田鵬飛險勝于德陸，贏得中國於本屆東亞運的第二面金牌。另外，香港隊在男子英式桌球賽3-1擊敗中華台北，為香港摘下本屆賽事的第二面金牌。
- 曲棍球：曲棍球賽事於本日展開，日本和南韓分別於分組賽大勝對手，取得第一場的勝利。
- 欖球：欖球賽事亦於同日展開，亞洲三強日本、南韓與中國均出線男、女子小項的半決賽。
- 籃球﹕男子籃球的初賽進入最後階段，中華台北以38分之差戰勝蒙古，取得出線資格。
- 乒乓球：男、女子團體半決賽中，中國均淘汰對手，晉身決賽。
- 射擊：在北京奧運贏得一金一銀的秦鐘午於男子10米氣手槍以一環之差力壓同胞李大明，為南韓摘下本屆賽事的首面金牌[31]。

#### 第二日
- 欖球：日本隊於在決賽中於賽事的最後4秒成功達陣，反勝香港兩分，贏得男子組的金牌。女子組方面，中國則以22分的距離大勝日本，為中國增添一金[32]。
- 射擊﹕南韓的李浩林以0.9環之差力壓北京奧運金牌得主郭文珺，摘下女子10米氣手槍的金牌外，並刷新了賽事的記錄[33]。同時，北韓的曹英秀為代表團取得本屆東亞運的首面銅牌。
- 桌球： 香港的郭志浩在男子9號球單打決賽以11-9反勝中華台北對手楊清順，為港隊增添一金。[34]。
- 壁球：劉少維、李浩賢、趙詠賢及歐詠芝分別為香港取得男、女子單打小項的金牌和銀牌，現時距離他們全取所有金牌還差五面[35]。
- 游泳：於三個月內兩破世界紀錄的中國運動員劉子歌於女子200米蝶泳決賽以2分04秒65掄元，隊友焦劉洋獲得一面金牌[36]。
- 單車：「澳門姊妹花」關淑賢與關淑梅擊敗香港組合，為澳門奪得今次東亞運的首面金牌[37]。
- 乒乓球：女子團體賽中，香港爆冷戰勝中國，以局分3-2贏得該小項的冠軍[38]。
- 體育舞蹈：體育舞蹈比賽於本日舉行，12面金牌中中國與日本瓜分其中11面金牌，另一面由南韓選手贏得[39]。
- 跆拳道：南韓於首日的賽事中成為大贏家，他們於4個小項中摘下三金，中華台北選手許家霖也在男子54公斤級拿下金牌，是中華台北的第一面金牌。於北京奧運中贏得金牌的中國運動員吴静钰於四強出局，無緣金牌。另外，蒙古於該項目取得他們在本屆東亞運中的第一面獎牌[40]。

#### 第三日
- 單車：日本憑木下直也於下半場的一記入球以4-3險勝東道主香港，為日本贏得是屆運動會的第11面金牌。
- 跆拳道：中華台北女子選手曾珮華於59公斤級決賽以一分險勝日本代表奪金。韓國男子選手宋智勳於72公斤級決賽擊倒中華台北選手曾敬翔奪金。曾敬翔送院治療，中華台北教練團雖多番向裁判作口頭投訴，唯裁判團沒給予表格讓中華台北代表作正式書面投訴下，只能作非正式的書面投訴、出示醫院開出的證明及在場所有觀眾的抗議聲下仍投訴不果，引起在場人士的騷動及隨後的報章批評[41]。但台灣民間也有許多跆拳道專業人士認為此次事件是媒體炒作，並發表專業文章力挺韓國選手以及擔任副審的鄭大為教練。例如雲林縣國際裁判跆拳道五段高知遠教練以及錢紀明教練紛紛表示當天擔任副審的台籍裁判鄭大為教練沒有誤判。[42][43][44][45]另外，來自關島的卡保李多於男子62公斤級小項贏得一面銅牌，這牌獎除了是關島於本屆東亞運的首面獎牌外，亦平了他們於歷屆東亞運動會中最出色的成績。現時，9支代表團均取得獎牌。
- 籃球：中華台北女子隊以45分之差擊敗南韓，以預賽第一名的姿態晉級半決賽。
- 乒乓球：中國的許昕於男子單打決賽以局分4-2擊敗隊友張繼科掄元，贏得他在今屆運動會中的第三面金牌，是目前奪得最多金牌的運動員[46]。
- 乒乓球：福原愛/石川佳纯在女子雙打決賽以4-2反勝同是日本的組合若宫三纱子/藤井宽子，令日本奪得東亞運史上的第一面乒乓球金牌[47]。
- 舉重：北韓的金恩国於男子62公斤級小項以310公斤的總成績摘下北韓在當屆運動會的第一金[48]。
- 舉重：於北京奧運贏得金牌的龍清泉與楊煉分別在男子56公斤級及女子48公斤級小項封王，為中國增添兩金[49]。
- 保齡球：南韓的黃善玉初女子單人賽以13分的差距力壓同胞宋寶燕，贏得首面的保齡球金牌[50]。
- 游泳：在2009年世界游泳錦標賽打破世界紀錄的中國泳手張琳於男子200米自由泳僅以第三名完成賽事，取得銅牌。金牌則由日本的奧村幸大取得[51]。
- 游泳：女子4×200米自由泳接力，香港於第二棒起超越日本，最終在該小項取得銀牌，刷新了香港於東亞運游泳項目最佳的成績。

#### 第四日
- 足球：之前以0-3不敵南韓的中國隊雖然於最後一輪的初賽擊敗香港，但由於得失球關係，依然出局[52]。
- 跆拳道：本屆東亞運跆拳道項目的最後一面金牌由南韓的安赛宝奪得[53]。總算16個小項中，南韓一共贏得13面金牌，成為該項目的大贏家。中華台北則是再奪得3面銀牌，共計在跆拳道比賽拿下2金9銀6銅[54]。
- 射擊：射擊賽事的最後一金也於本日誕生，日本選手在決賽中打出104.4環的成績，摘下女子10米氣步槍小項的金牌[55]。
- 游泳：來自日本的立石谅於男子200米蛙泳的初賽和決賽中兩度刷新賽會記錄，並最終以2分09秒59的成績獲得一金[56]。
- 游泳：中國泳手劉京在女子200米自由泳決賽贏得她於是屆賽事的第三面金牌，時間為1分59秒55。
- 保齡球：南韓於女子雙人賽中包辦金、銀、銅三面獎牌，是目前唯一一隊代表團於同一小項中贏得三面獎牌。
- 籃球：中國於男子半決賽中以32分之差慘敗南韓，無緣決賽。中華台北男、女隊分別擊敗日本、南韓晉級決賽。
- 舉重：於十一運會上六度打破世界紀錄的李萍在女子53公斤級小項以總成績215公斤掄元。銅牌則由於多哈亞運為香港贏得第一面舉重獎牌的于伟丽取得[57]。男子69公斤組，中國18歲小將唐德尚奪得銀牌，中華台北選手吳宗嶺得銅，金牌則是由北韓選手金順石取得，是北韓至此的第三面金牌。

#### 第五日
- 游泳：本日游泳項目共頒發8面金牌。最終，中國與日本平分4面金牌。
- 壁球：東道主香港3於男、女子團體賽戰勝日本，增添兩金。目亢他們於壁球項目共有4面的金牌進帳，與他們希望包辦7面只差3面。
- 排球：中國女排於決賽以局分3-0輕取日本，成功衛冕。男子組方面，中國於決賽中以3-2擊敗日本，是中國男排本年度的首個錦標。
- 網球：男雙半決賽，兩隊的日本組合成均淘汰對手。換言之，日本已穩奪該小項的金、銀牌。
- 羽毛球：賽前宣佈退役的香港球手王晨於女子團體半決賽不敵日本，未能以一面金牌宣別其生涯。
- 舉重：世界紀錄保持者、來自中國的廖輝在男子71公斤級小項試舉失敗，僅能獲取一面銅牌。

#### 第六日
- 保齡球：南韓於本日的保齡球賽事中奪取全部的6面金牌。目前，他們在已頒發的8面金牌中，只失落了兩面於日本。
- 網球：網球項目今日進行5場決賽，當中中華台北於四場決賽三場獲勝，贏得三面金牌，分別是女單（張凱貞）、女雙（莊佳容、謝淑薇）、混雙，混雙更是自家組合鬩牆，兩組（易楚寰、莊佳容與李欣翰、謝淑薇）一起爭奪金、銀牌，是為該項目的大贏家。另外兩分別由中國的曾少眩/张择組合及日本的杉田佑一贏得[58]。
- 足球：香港於半決賽中憑互射十二碼擊敗北韓，首度晉身東亞運足球項目的決賽，也是他們於綜合運動會中最出色的成績。
- 曲棍球：南韓於女子組初賽最後一仗勝出，最終力壓日本以小組次名姿態晉身決賽。
- 舉重：世界錦標賽銅牌得主，來自澳門的张少玲在女子69公斤級小項以10公斤之差力克帶傷作賽的劉春紅，為澳門摘下第4面的金牌[59]。
- 單車：中國的劉曉慧於女子個人公路賽以2小时43分41秒的成績率先到達終點，奪得該小項的金牌。
- 游泳：日本在游泳項目共得8面金牌。中國5面，日本男子項目兩項奪金，中華台北也在女子400公尺混合式奪下一金；香港的蔡曉慧也在當晚宣布正式退役。
- 田徑：田徑首日賽事長開，賽事的首面金牌由中國的于偉於男子20公里競走中取得[60]。

#### 第七日
- 舉重：中國的楊哲在男子105公斤級小項以總成績390公斤贏得本屆東亞運動會最後一面的舉重金牌[61]。在為期4日的賽事中，中國共贏得8面金牌，為該項目的大贏家。
- 羽毛球：由林丹坐陣的中國隊於男子團體賽決賽以局分3-1擊敗南韓，再贏一金[62]。
- 壁球：六名香港代表分別於三場的半決賽中取得出線資格，由於之前香港已於該項目取得4面金牌。換言之，香港已提早贏得壁球項目的所有金牌。
- 田徑：在北京奧運因傷退出近一年的劉翔於男子110米跨欄以以13秒66完成率先賽事，蟬聯該小項的金牌，也是他自復出後的第四個錦標[63]。
- 籃球：男子籃球決賽，南韓以1分險勝中華台北，成為該項目的金牌得主。女子組方面，中國在決賽以25分之差大勝中華台北，衛冕該項目的金牌。
- 武術：中國的趙詩在女子長拳中以接近滿分的9.81分奪得是屆運動會第一面的武術金牌。
- 賽艇：賽艇項目本日進行決賽，在五個小項中，中國贏得當中三面的金牌。其餘兩面分別由香港和日本摘下。
- 跳水：於十一運會預賽跳出難度達3.9分的109B（向前翻騰四周半屈體）的李世鑫與隊友李勁分別在男子3米跳板贏得金、銀牌[64]。

#### 第八日
- 足球：香港於決賽中憑互射十二碼擊敗日本，奪得金牌，是香港於綜合運動會上最好的成績。
- 田徑：男子100米飛人誕生，金牌由中國的蘇炳添奪得，而在世界大學生運動會贏得男子100米金牌的胡凱卻於初賽排名第五，未能出線決賽[65]。
- 曲棍球：亞洲兩強中國與韓國於決賽對壘，最終韓國以4-1大勝中國，成功掄元[66]。
- 單車：個人公路賽由香港包辦金銀銅牌，是繼南韓後第二個代表團於同一小項包辦所有獎牌。
- 賽艇：中國憑張亮、奚愛華等人於翌日的決賽天中壟斷當日的七面金牌。
- 保齡球：南韓於最後一日的賽事再度成為大贏家，他們於餘下的兩個小項一共取得5面獎牌。
- 柔道：為蒙古於北京奧運奪得他們該國歷史第一金的奈丹在初賽意外被日本選手淘汰，僅取得一面銅牌。
- 跳水：中國的汪皓/王鑫組合於女子10米高台小項以50分之差力壓北韓組合，摘下她們於東亞運的第一面金牌。

## 獎牌榜

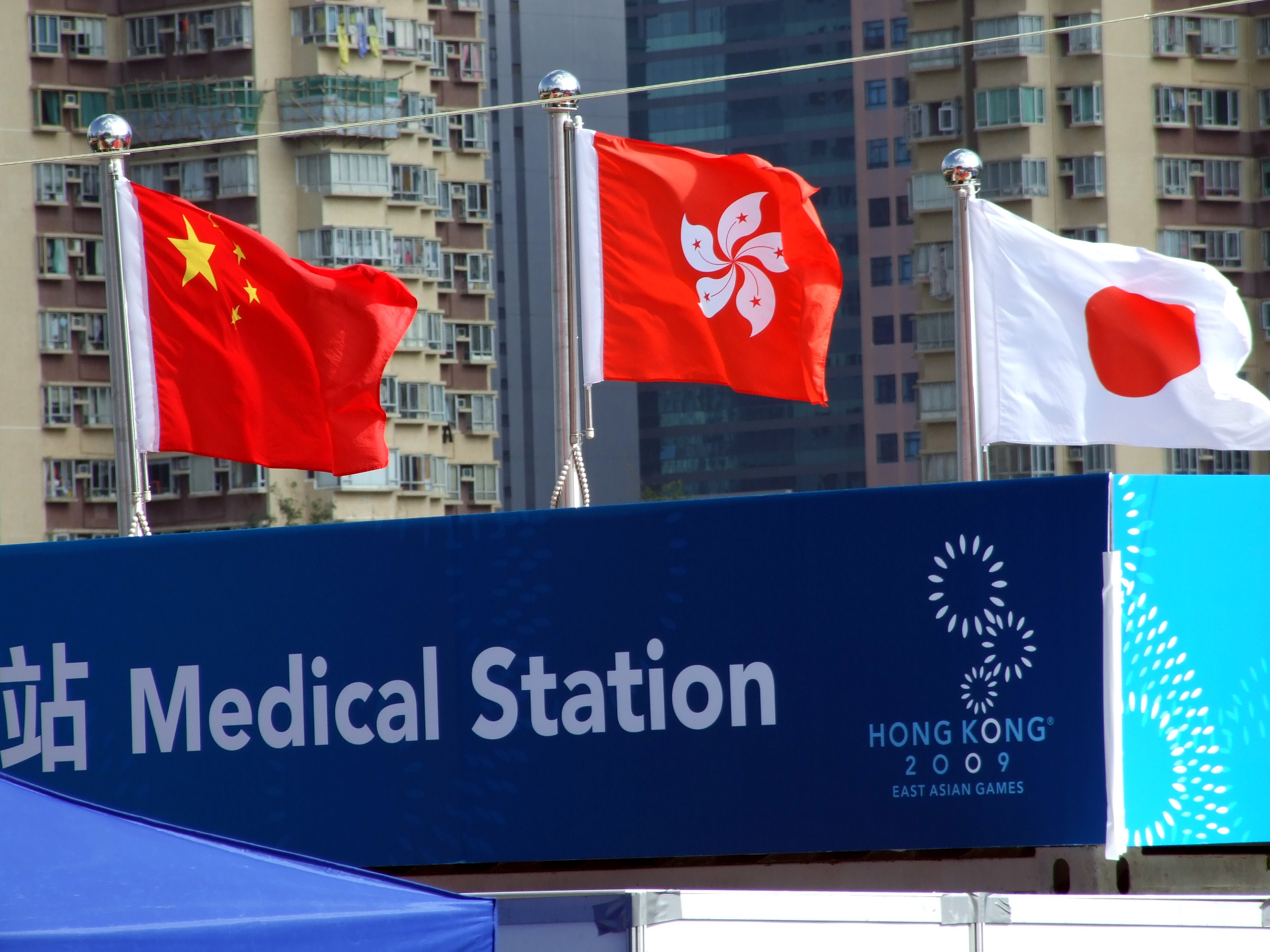
香港第11金的升旗禮

本屆東亞運共會頒發262面金牌，第一面金牌於運動會開幕當日誕生。下表為本屆東亞運之獎牌榜﹕
| 排名 | 国家／地区 | 金牌 | 银牌 | 铜牌 | 總數 |
| ---- | ---------- | ---- | ---- | ---- | ---- |
| 1    | 中国       | 113  | 73   | 46   | 232  |
| 2    | 日本       | 62   | 58   | 70   | 190  |
| 3    |            | 39   | 45   | 59   | 143  |
| 4    | 中國香港   | 26   | 31   | 53   | 110  |
| 5    | 中華臺北   | 8    | 34   | 47   | 89   |
| 6    | 中國澳門   | 8    | 9    | 12   | 29   |
| 7    |            | 6    | 8    | 11   | 25   |
| 8    | 蒙古国     | 0    | 4    | 16   | 20   |
| 9    | 關島       | 0    | 0    | 1    | 1    |
| 總計 | 總計       | 262  | 262  | 315  | 839  |

## 運動項目
本屆東亞運共設22個項目，262個小項，為歷屆東亞運中最多項目與小項的一屆。當中，上屆賽事中的空手道項目被取消，並新增了桌球、滑浪風帆、單車、七人欖球及壁球等5個項目。最初，健美亦為本屆東亞運的新增項目之一，然而由於欠缺裁判評分的關係，健美項目於2009年7月被剔除出比賽項目之一。另外，由於比賽場館工程未能如期竣工，射擊項目的所有飛碟小項亦被迫取消，令第五屆的東亞運動會比賽項目由23項減至22項。
下表為本屆東亞運之項目及金牌數目：
| - 水上運動 - 游泳（40） - 跳水（10） - 田徑（46） - 羽毛球（7） - 籃球（2） - 保齡球＊（12） - 桌球＊（8） - 單車 - 單車公路賽（3） - 小輪車（2） - 室內單車賽（5） - 體育舞蹈（12） ＊ - 足球（1） - 曲棍球（2） - 柔道（18） |  | - 賽艇（13） - 七人欖球（2）＊ - 射擊（4） - 壁球＊（7） - 乒乓球（7） - 跆拳道（16） - 網球（5） - 排球（2） - 舉重（15） - 滑浪風帆（4） - 武術＊ - 套路（12） - 散手（7） |

括號數字為小項數量，「＊」為非奧運項目。

## 比賽場地
| 照片 | 場地                   | 位置                              | 舉行項目                 |
| ---- | ---------------------- | --------------------------------- | ------------------------ |
|      | 九龍公園游泳池         | 尖沙咀九龍公園                    | 水上運動（游泳、跳水）   |
|      | 將軍澳運動場           | 將軍澳                            | 田徑                     |
|      | 伊利沙伯體育館         | 灣仔                              | 羽毛球、乒乓球           |
|      | 香港體育館             | 紅磡                              | 籃球、排球               |
|      | 西區公園體育館         | 西營盤中山紀念公園                | 籃球、武術（套路、散手） |
|      | 將軍澳體育館           | 將軍澳                            | 單車（室內單車賽）       |
|      | 國際展貿中心           | 九龍灣                            | 保齡球、桌球、體育舞蹈   |
|      | 香港賽馬會國際小輪車場 | 葵涌第37區醉酒灣                  | 單車（小輪車）           |
|      | 新界公路*              | 八號幹線； 香港科學園、馬鞍山繞道 | 單車（公路賽車）         |
|      | 香港大球場             | 銅鑼灣掃桿埔                      | 足球、七人欖球           |
|      | 小西灣運動場           | 柴灣小西灣                        | 足球                     |
|      | 京士柏曲棍球場         | 何文田京士柏                      | 曲棍球                   |
|      | 石硤尾公園體育館       | 石硤尾石硤尾公園                  | 柔道、跆拳道             |
|      | 沙田賽艇中心*          | 沙田城門河畔                      | 賽艇                     |
|      | 南華體育會             | 銅鑼灣加路連山道                  | 射擊                     |
|      | 香港仔網球及壁球中心*  | 香港仔                            | 壁球                     |
|      | 香港公園體育館         | 中環紅棉路                        | 壁球                     |
|      | 香港壁球中心           | 中環紅棉路                        | 壁球                     |
|      | 維多利亞公園網球中心   | 銅鑼灣維多利亞公園                | 網球                     |
|      | 荔枝角公園體育館       | 荔枝角荔枝角公園                  | 舉重                     |
|      | 赤柱正灘水上活動中心*  | 赤柱赤柱正灘                      | 滑浪風帆                 |

「*」為不設門票的比賽場地 

## 爭議

### 項目自負盈虧
體育舞蹈和七人欖球為示範項目，由該體育總會需要自負盈虧，香港政府不會給予資助，總會需要自行籌款舉辦賽事。舉辦體育舞蹈的項目需要450萬港元，然而總會至2009年2月僅籌得155萬港元，距離目標有一大段距離。總會為了節省開支，10面金牌需要於一日內全部產生，以節省運動員的住宿費和場地租用費用；又向國際運動舞蹈總會申請裁判可否不收取工資；更希望國際運動舞蹈總會能負責運動員的機票。舞蹈總會曾經向政府申請撥款，但是政府以不希望增加開支為理由拒絕。

### 射擊場地工程缺失
射擊賽事原本在新建的屯門望后石谷戶外場地進行，不過由於涉及繁雜的工程程序，政府太遲批出土地牌照，導致香港射擊聯合總會未能籌得足夠建造經費，無法如期在東亞運前建成場地，賽事需改在南華體育會室內較細小場地舉行，賽事規模因而大幅縮減，由於南華會只有一個10米場，所以原定的9個25米及50米射擊項目被迫取消，由13個金牌項目減至4個，只剩男、女子10米氣手槍及氣步槍四個項目。香港政府被批評過份官僚，而且沒有大力支持東亞運動會的籌備工作。

### 帳目
審計署報告批評東亞運嚴重超支，引起立法會帳目委員會跟進，主席黃宜弘表示帳委會對於2009年東亞運嚴重超支感到震驚，認為不可接受。民政事務局在尋求財委會批准東亞運撥款時，沒有確定活動的全部直接開支，當年預計的2.4億元，最終開支是2.9億元，連同各部門的1.3億元額外直接開支，總支出達4.2億元，較預計多1.8億元之多，立法會帳目委員會對此感到極度遺憾和不可接受。東亞運開幕和閉幕式，較實開支較預計多了81%，而場館臨時工程的實際開支較預計多了6倍。帳委會指民政事務局的預算準確度，沒有達到可接受水平，收支變動也沒有適時向當局申報，帳委會對此感到震驚，指當局難辭其咎。
公民黨議員陳淑莊表示關注東亞運帳目問題，東亞運不少項目的支出及收入不相符，如門票收入在不同報表上的金額不盡相同、售賣紀念品單有收益，卻無製造貨物的支出紀錄、電視轉播權收益交代不清等。 立法會帳目委員會批評民政事務局長及康文署長沒有就東亞運作出全面財務檢討 ，對情況感到驚訝及認為不可接受。
此外，民政事務局長曾德成違反政府與東亞運公司、港協暨奧委會簽訂的三方協議，訂明若東亞運有盈餘要撥歸庫房，局長曾德成未經立法會批准擅自捐出東亞運公司千萬盈餘予支持體育發展的基金，曾德成承認未讀過「三方協議」，辯稱有關捐款由他作政策性決定。立法會帳目委員會亦指雖然曾德成將盈餘撥作長遠體育發展的做法有意義及值得推行，但是曾德成沒有權力私下決定其用途。